# Велко Гатев
Велко Цеков Гатев е български офицер, полковник.

## Биография
Роден е 21 март 1915 г. в град Бяла Слатина. От 1932 г. е член на РМС, а от 1934 г. е член на БКП. От 1929 до 1930 г. работи в Модерна печатница в родния си град. Между 1930 и 1934 г. учи в смесената гимназия в Бяла Слатина. От юни до септември 1935 г. е тухларски работник в родния си град. Довършва образованието си в мъжката гимназия във Враца през 1935 г. Арестуван е през декември 1935 г. поради организация на комсомолска организация във Врачанската гимназия. Лежи в ареста до май 1936 г. Записва се в Историко-филологическия факултет на Софийския университет през септември 1935. През 1939 г. е интерниран от София след училищна демонстрация, завършила с бой с полицията в родния му град. Завършва университета през февруари 1941 г. От февруари до септември 1941 г. отново е тухларски работник. Между 3 септември 1941 и 3 септември 1943 г. е интерниран в лагера Еникьой. Записва се в Медицинския факултет на Софийския университет през септември 1943 г. След Деветосептемврийския преврат е определен за секретар на Околийския комитет на БКП в Бяла Слатина (септември-декември 1944). През декември 1944 г. е мобилизиран като войник в 35-и пехотен врачански полк и е такъв до 1 януари 1945 г. От 1 януари до 30 септември 1945 е школник в ШЗО „Христо Ботев“. След това до 14 ноември 1946 г. е стажант уредник школник в школата. В периода 1945 – 1955 г. е член на партийната комисия на втора стрелкова дивизия в Хасково. От декември 1946 до ноември 1947 г. е в отдел „Агитация и пропаганда“ на ЦК на БКП. В периода 27 ноември 1947 – 1 януари 1948 г. учи курс за политически офицери в Школата за запасни офицери. Общински съветник от Враца от 1949 г. Между 1 януари 1948 и 30 април 1950 г. е началник на политически отдел на шеста пехотна бдинска дивизия. В периода 30 април 1950 – 1 април 1951 е заместник-началник на Разузнавателно управление на Генералния щаб. Между 1 април 1951 и 1 януари 1952 е временно изпълняващ длъжността началник на Разузнавателното управление. След това от 1 януари до 1 ноември 1952 е първи заместник-началник на Разузнавателното управление. В периода 11 ноември 1952 – 31 декември 1954 г. учи във Военната академия в София. Бил е заместник-командир на втора стрелкова бригада в Хасково (31 декември 1954 – 27 декември 1955), а от 27 декември 1955 г. е командир на 16-а планинска стрелкова бригада, разположена в село Звездец. Остава на този пост до септември 1958 г. От септември 1958 до юли 1959 г. е началник на отдел „Извън войскова подготовка“, той и по преподготовката на запасните офицери в Управление „Бойна подготовка“ на МНО. През 1959 г. е назначен на работа в Доброволната организация за съдействие на отбраната (ДОСО) на разпореждане на председателя на организацията до март 1968 г. От март 1968 г. е заместник-началник, той и началник на отдел „Общовойскова подготовка“ в управление „Извън войскова подготовка“. През 1975 г. е награден с орден „Народна република България“ – II ст.

## Военни звания
- Майор (12 януари 1948)
- Подполковник (1949)
- Полковник (6 февруари 1950, МЗ УК №60)